# Bang Your Head Festival 2005
Bang Your Head Festival 2005 è un DVD del gruppo musicale statunitense White Lion, pubblicato nel dicembre del 2008 dalla Frontiers Records. Documenta il concerto tenuto dal gruppo al Bang Your Head Festival in Germania nel giugno del 2005. Il DVD presenta inoltre come contenuto extra un'intervista intera al frontman Mike Tramp e il video musicale di Lights and Thunder girato dal vivo negli Stati Uniti nel 2005.
Secondo quanto spiegato da Tramp nell'intervista contenuta nel DVD, la band non era inizialmente prevista nella scaletta del festival e si esibì a sorpresa solo all'ultima ora.

## Tracce
1. Lights and Thunder
2. Hungry
3. Lonely Nights
4. Broken Heart
5. Fight to Survive
6. Little Fighter
7. Living on the Edge
8. Tell Me
9. Wait
10. Radar Love

Contenuti extra
- Intervista a Mike Tramp
- Lights and Thunder (USA 2005)

## Formazione
- Mike Tramp – voce
- Jamie Law – chitarre
- Claus Langeskov – basso
- Troy Patrick Farrell – batteria
- Hennig Wanner – tastiere